# Bolide rosso
Bolide rosso (Johnny Dark) è un film del 1954 diretto da George Sherman.

## Trama
Johnny Dark, un giovane ingegnere automobilistico, lavora a un nuovo progetto innovativo insieme all'amico Duke Benson, un pilota automobilistico. Al progetto collabora anche Liz, la figlia di Fielding, il proprietario della fabbrica. Fielding, però, fa licenziare Duke. Johnny, per aiutare l'amico, ruba il prototipo della sua macchina per farla partecipare, guidata da Duke, a una gara. Il pilota, però, spinto dall'entusiasmo della folla, spinge sull'acceleratore senza badare ai segnali di Johnny, finendo per andare fuori strada. I due amici litigano: Duke imputa l'incidente alla macchina, Johnny accusa Duke di aver guidato male.
I due si presentano come rivali a una gara che attraversa gli Stati Uniti dal Canada al Messico. Duke parte favorito, mentre Johnny, a bordo del suo Bolide rosso, è svantaggiato anche perché l'auto non gode dell'appoggio logistico della Fielding, dato che il proprietario, credendo che la macchina sia un catorcio, non ha voluto avviarne la produzione, provocando così le dimissioni di Johnny. In fabbrica, intanto, Fielding accusa Scott, il capo ingegnere, di tramare alle sue spalle perché non ha denunciato il furto dell'auto. Scott, che crede nella bontà delle idee di Johnny, si scontra con il suo capo, finendo per licenziarsi, ma deve restare ancora per qualche tempo in ufficio da dove segue, per radio, l'impresa della macchina e del suo pilota. Quando, per un incidente, al Bolide rosso si rompe la coppa dell'olio mandando in tilt il sistema del motore, Johnny non ha la possibilità di avere i pezzi di ricambio che gli servono. In fabbrica, però, Scott mette alle strette Fielding che, non volendo avere della pubblicità negativa, acconsente ad inviare in tutta fretta i pezzi di ricambio con un aereo.
La mattina dopo, il Bolide è pronto alla partenza. Durante la corsa, mostra tutte le sue potenzialità e la bravura di pilota di Johnny riesce ad averla vinta su Duke, che arriva secondo al traguardo. Liz, che aveva lasciato il padre per seguire il lavoro di Johnny, festeggia la vittoria con lui. Duke, sconfitto anche sul piano sentimentale, lascia da parte ogni rivalità e, anzi, suggerisce ai due di sposarsi.

## Produzione
Il film fu prodotto dall'Universal International Pictures (UI). Venne girato negli Universal Studios, al 100  di Universal City Plaza, Universal City.

## Distribuzione
Distribuito dall'Universal Pictures, il film fu presentato in prima il 22 giugno 1954, uscendo a New York il 25 giugno.